# Falsistrellus petersi
Falsistrellus petersi (Meyer, 1899) è un pipistrello della famiglia dei Vespertilionidi diffuso nell'Asia sud-orientale.

## Descrizione

### Dimensioni
Pipistrello di piccole dimensioni, con la lunghezza totale tra 88 e 95 mm, la lunghezza dell'avambraccio tra 38 e 40 mm, la lunghezza della coda tra 32 e 39 mm, la lunghezza del piede tra 8 e 9 mm, la lunghezza delle orecchie tra 14 e 16 mm e un peso fino a 9 g.

### Aspetto
La pelliccia è lunga ed arruffata. Le parti dorsali sono bruno-nerastre, con le punte dei peli bruno-grigiastre chiare, che donano un aspetto generale brizzolato, mentre le parti ventrali e la testa sono marroni ed hanno i peli più corti. Il muso è grigio scuro, lungo e sottile. Le orecchie sono scure, larghe, triangolari, ben separate tra loro e con l'estremità arrotondata. Il trago è corto, largo e con la punta arrotondata. La coda è lunga ed inclusa completamente nell'ampio uropatagio.

## Biologia

### Comportamento
Sono stati osservati piccoli gruppi rifugiarsi sotto i cornicioni di un'abitazione isolata nella foresta montana nello stato di Sabah, nel Borneo settentrionale.

### Alimentazione
Si nutre di insetti.

## Distribuzione e habitat
Questa specie è diffusa nel Borneo, Sulawesi; Buru e Ambon nelle Isole Molucche; Luzon e Mindanao nelle Filippine.

## Conservazione
La IUCN Red List, considerato che ci sono poche osservazioni diffuse in un areale molto esteso, in cui l'habitat è in declino, classifica F.petersi come specie con dati insufficienti (DD).